# 주세페 시리
주세페 시리(이탈리아어: Giuseppe Siri, 1906년 5월 20일 - 1989년 5월 2일)는 이탈리아의 로마 가톨릭교회의 추기경이다. 1946년부터 1987년까지 제노바 교구장 주교를 지냈으며, 1953년 교황 비오 12세에 의해 추기경이 되었다.

## 젊은 시절과 사제
주세페 시리는 이탈리아 제노바 태생으로 니콜로 시리와 줄리아 벨라비스타의 아들로 태어났다. 부친의 직업은 항만 노동자였다. 주세페 시리는 1906년 10월 16일 제노바 소신학교에 들어갔으며, 1917년부터 1926년까지 대신학교를 다녔다. 주세페 시리는 로마의 교황청 그레고리오 대학교에서 공부하다가, 1928년 9월 22일 사제품을 받았다. 그리고 1929년까지 그레고리오 대학교에서 신학 박사학위를 받고 로마에서 사목 활동을 하였다.
제노바로 돌아온 그는 1930년 대신학교에서 교리신학 교수가 되기 전까지 본당 신부로 봉사하였으며, 1년 동안 신학생들에게 기초 신학을 가르쳤다.

## 주교
1944년 3월 14일 시리는 교황 비오 12세에 의해 제노바 대교구의 보좌주교와 리비아스의 명의주교로 임명되었다. 그의 주교 성성과 착좌식은 그해 5월 7일 제노바 대성당에서 거행되었다. 1944년 9월 8일에는 제노바 대교구의 총대리가 되었다. 보좌주교로 지내는 동안 시리는 제2차 세계대전 기간 중 이탈리아 레지스탕스 운동을 적극 지원하였다. 그는 제노바를 포위한 나치 독일군과 교섭하는 한편 뒤로는 비밀리에 파르티잔 지도자들과 만났다. 결국 나치에 항복하는 대신에 더 이상 제노바를 공격하지 않는다는 약조를 받아냈다.
1946년 5월 14일 제노바 대교구장 보에토 추기경이 선종하자 같은 해 5월 29일 대교구장직을 계승하였다.

## 추기경

주세페 시리 추기경의 문장

비오 12세는 1953년 1월 12일 시리 대주교를 산타 마리아 델라 비토리아 성당의 사제급 추기경에 임명하였다. 추기경에 서임된 당시 시리는 당시 추기경단 가운데 가장 젊은 추기경이었다. 급식소에게 사람들에게 이탈리아 수프의 하나인 미네스트로네를 나누어주는 구호활동을 한 덕분에 그에게는 ‘미네스트로네 추기경’이라는 별명이 붙었다.
시리는 강경한 보수적인 견해를 가진 것으로 유명했다. 제2차 바티칸 공의회(1962-1965)에서 그는 ‘국제 교부회(Coetus Internationalis Patrum)’라는 전통적 입장을 고수한 공의회 교부들 중의 한 사람으로서 마르셀 르페브르 대주교와 알프레도 오타비아니 추기경, 토머스 코레이 추기경 등과 같은 견해를 공유하였다. 그러나 시리는 스스로 “나는 하나의 독립된 인격을 가진 존재이며, 혼자만의 길을 걷는 사람이다. 따라서 나는 어느 특정 모임에 속한 사람이 아니다.”라고 지칭한 바 있다. 시리는 또한 주교 단체성과 혁신에 대해서도 반대하는 입장을 내세웠다.
교황 요한 23세는 1959년 10월 12일 시리를 이탈리아 주교회의의 초대 의장으로 임명하였다. 시리 추기경은 1965년까지 이탈리아 주교회의 의장을 지냈다. 시리 추기경은 또한 1958년과 1963년, 1978년에 열린 콘클라베에 선거인단으로 참여하였다. 시리는 살아생전에 콘클라베에 네 번이나 참석하였으며, 강력한 교황 후보자였다. 특히 보수적인 성향이 있는 추기경들이 그를 지지하였다. 언론에서 보도한 바에 따르면, 1978년 8월 열린 콘클라베의 첫 투표에서 실제로 시리가 가장 많은 득표를 했지만, 결국에는 알비노 루치아니에게 패하고 말았다. 교황으로 선출된 루치아니 추기경은 교황 요한 바오로 1세로 즉위하였다. 요한 바오로 1세가 즉위한 지 얼마 못 가 선종한 후, 자유주의 세력이 피렌체 대교구장인 조반니 베넬리 추기경을 새 교황 후보로 내세우자 보수주의 세력 사이에서는 이에 맞서 시리 추기경을 새 교황 후보자로 밀었다. 두 추기경이 각축전을 벌이다가 결국 절충안으로서 카롤 보이티와 추기경이 새 교황으로 선출되었는데, 그가 바로 교황 요한 바오로 2세이다. 그 직후, 시리는 카롤 보이티와가 새 교황으로 선출된 결과에 대해 인정할 수 없다는 식의 말을 하였다.
시리 추기경은 마르셀 르페브르 대주교와 친분을 유지하고 있었지만, 교회를 분열시키는 그의 책동에 대해서는 동조하지 않았다. 그는 마지막 순간까지 르페브르 대주교가 로마로부터 축출되지 않도록 간곡히 요청하였다. 니클라 부오나소르테가 펴낸 시리 추기경의 일대기에 따르면, 심지어 시리 추기경은 그에게 무릎을 꿇고 애걸하기까지 했다고 한다. 그러나 시리 추기경의 이러한 요청에도 르페브르 대주교는 끝내 마음을 돌리지 않았으며, 결국 그의 파문은 피할 수 없게 되었다. 부오나소르테는 “르페브르가 이탈리아에서 동조자를 거의 얻지 못한 것은 다름 아닌 시리 때문이었다.”고 말하였다.
시리는 41년 간 제노바 대교구장으로 봉직한 후 1987년 7월 6일 퇴임하였다. 그리고 82세를 일기로 제노바에서 선종하였으며, 제노바 대성당 묘지에 안장되었다.